# Valparaíso de Goiás
Valparaíso de Goiás é um município brasileiro do estado de Goiás. Sua população, de acordo com o censo de 2022, é de 198.861 habitantes.

## História
A história de Valparaíso de Goiás começou em 19 de abril de 1979, quando o prefeito de Luziânia, Walter José Rodrigues, inaugurou o pequeno Núcleo Habitacional Valparaíso I, que surgiu em função da construção de Brasília. Em solenidade oficial, empossou o primeiro administrador regional da localidade, Clóvis José Rizzo Esselin de Oliveira Almeida. O mais novo Núcleo Habitacional de Luziânia contava com apenas 864 casas, uma escola estadual e o prédio da administração regional. O Núcleo Residencial, construído pela Encol, começou com muitos problemas: não havia comércio, a falta de água era frequente e só havia transporte coletivo e funcional na BR-040. O projeto urbanístico do local foi realizado pelo arquiteto colombiano César Barney Caldas.
No dia 2 de maio de 1980, através do Decreto-Lei nº 972, ficou instituída e oficializada a data de 19 de abril para comemorar o aniversário da fundação do Núcleo Habitacional Valparaíso. Nesta época, Valparaíso já contava com um posto telefônico, uma agência de Correios e Telégrafos, um escritório de contabilidade e onze lojas comerciais. Na área educacional, a cidade contava com uma escola estadual que atendia aos alunos do primeiro grau e duas escolas particulares, que já se encontram extintas. Foi elevado à categoria de município com a denominação de Valparaíso de Goiás, pela lei estadual nº 12667, de 18 de julho de 1995, desmembrado de Luziânia.

## Política
O poder executivo municipal do município de Valparaíso de Goiás já foi comandado por cinco prefeitos em sete gestões. São eles:
- José Valdécio (PTB) - 1996/2000.
- Juarez Sarmento (PSDB) - 2001/2004.
- José Valdécio (PTB) - 2005/2008.
- Lêda Borges (PSDB) - 2009/2012.
- Lucimar Nascimento (PT) - 2013/2016.
- Pábio Mossoró (MDB) 2017/2024
- Marcus Vinicius Mendes Ferreira (MDB) - 2025/atualmente

José Valdécio Pessoa foi o primeiro prefeito eleito de Valparaíso de Goiás e Lêda Borges de Moura a primeira mulher a comandar o Poder Executivo local.
Em 2012, José Valdécio deu força à campanha da petista Lucimar Nascimento, elegendo-a prefeita nas eleições municipais com 56% dos votos válidos.
Já em 2016, foi a vez de Lêda Borges, deputada estadual e secretária de Estado, que liderava com larga vantagem as pesquisas de intenções de votos, apoiar o vereador Pábio Mossoró, que acabou sendo eleito prefeito com 51% dos votos válidos, derrotando Afrânio Pimentel, que sem Lêda na disputa, era favoritíssimo.
Em 2020, Pábio Mossoró anunciou sua saída do PSDB e se filiou ao Movimento Democrático Brasileiro (MDB), rompendo com sua madrinha política, Lêda Borges, com quem disputou as eleições municipais daquele ano, vencendo o embate histórico e se tornando o primeiro prefeito a se reeleger na história da cidade.

## População
A população, apurada no Censo demográfico do Brasil de 2022, é de 198.861 habitantes. Com esse resultado, a população cresceu 49,5% em relação ao último censo realizado em 2010, se tornando assim a 11ª cidade brasileira com mais de 100 mil habitantes a registrar o maior aumento populacional do Brasil.
Valparaíso de Goiás é o município que mais cresce no entorno sul do Distrito Federal e um dos que mais crescem no Brasil. As estimativas do IBGE apontam para uma população de 146.694 habitantes em 2013, com densidade demográfica de 2.165,48 habitantes/km².O crescimento populacional do município nos últimos dois anos é de aproximadamente 4,36%.

## Geografia
O município está localizado na latitude -16.0687 e longitude: -47.9766, 16° 4′ 7″ Sul, 47° 58′ 36″ Oeste. A cidade fica a 1.080 m de altitude, no Leste Goiano, na região do Entorno do Distrito Federal, no chamado Planalto Central. Sua área territorial é de 61,410 quilômetros quadrados e a uma altitude de 1.080 m. A cidade fica a 188 km da capital estadual, Goiânia, e a 35 km da capital federal, Brasília. A área do município é composta de terras altas e planas, com leves ondulações. A vegetação é o cerrado, cujas principais características são os grandes arbustos e as árvores esparsas, de galhos retorcidos e raízes profundas.

### Clima
Apresenta um clima tropical, sendo categorizado como Aw, de acordo com a classificação de Köppen e Geiger. 20.5 °C é a temperatura média.  A pluviosidade média anual é de 1550 mm, sendo mais intensa no período do verão. As temperaturas médias mensais variam 3.4 °C durante o ano. Setembro, o mês mais quente do ano, apresenta 21.6 °C como temperatura média e junho, o mês mais frio, tem sua média de temperatura em 18.2 °C. Junho também é o mês mais seco, com 8 mm de precipitação. Em dezembro cai a maior parte da precipitação, com uma média de 272 mm.

## Educação
Tanto o Ensino Fundamental como o Ensino Médio são oferecidos pela Rede Pública Municipal e Estadual e entidades particulares, além de uma instituição militar: o Colégio da Polícia Militar de Goiás - Unidade Fernando Pessoa, também conhecido como CEPMG Céu Azul, localizado no bairro Jardim Céu Azul, que atende estudantes do ensino fundamental e médio.
O Instituto Federal de Educação, Ciência e Tecnologia de Goiás – Campus Valparaíso oferece ensino médio integrado a cursos técnicos nas áreas de Mecânica Industrial e Automação Industrial, na modalidade integral (matutino/vespertino) e disponibiliza Educação de Jovens e Adultos (EJA) integrada ao curso técnico em Eletrotécnica. A Instituição também disponibiliza cursos de nível superior nas áreas de Licenciatura em Matemática e Bacharelado em Engenharia Elétrica, ambos ofertados no turno noturno.
Possui cinco unidades de ensino superior: Centro Universitário Unicesumar, Faculdades Anhanguera, FACESA - Faculdade de Ciências e Educação Sena Aires, CESB - Centro de Ensino Superior do Brasil e UNIDESC - Centro Universitário de Desenvolvimento do Centro Oeste.
| Matrículas         | 2012              |
| ------------------ | ----------------- |
| Ensino Fundamental | 22.421 matrículas |
| Ensino Médio       | 5.099 matrículas  |

## Religião
Pode-se verificar diversas manifestações religiosas na cidade. Embora ainda hoje a maioria dos valparaisense declara-se católica, mas é possível encontrar atualmente na cidade uma diversidade de outras religiões e templos.
A Igreja Católica na cidade inclui o território do município de Valparaíso de Goiás e outros municípios no território eclesiástico da Diocese de Luziânia.  A Igreja Católica reconhece como padroeiro da cidade São Francisco de Assis.
| Religião                   | População residente |
| -------------------------- | ------------------- |
| Católica apostólica romana | 73.361 pessoas      |
| Evangélica                 | 40.903 pessoas      |
| Espírita                   | 2.563 pessoas       |

## Economia
Faz margem ao porto seco do Distrito Federal, local de grande densidade industrial que tem o objetivo de atrair grandes empresas. Segundo dados de diagnóstico setorial desenvolvido pelo SENAI Goiás, Valparaíso possui um agrupamento industrial composto por mais de 100 empresas do segmento de móveis. Para atender esse setor está em andamento programa de desenvolvimento econômico de Arranjo produtivo local (APL) moveleiro que tem como objetivo aumentar a competitividade dos profissionais e fortalecer as pequenas empresas, para tanto estão sendo ministrados cursos específicos como os de marcenaria e de desenho de móveis, bem como palestras voltadas para o meio ambiente e segurança no trabalho. Pelo fato de Valparaiso de Goiás se situar no entorno do Distrito Federal, sua economia é menos privilegiada, dependendo do setor informal que representa cerca de 40% da base de trabalhadores, estando a grande maioria ocupada na construção civil.

### Indicadores socioeconômicos
PIB municipal (2021)R$ 2,96 bilhões
PIB  per capita (2021)R$ 16.870,66
Composição do PIB (2010)

## Bairros
O maior bairro de Valparaíso de Goiás é o bairro Jardim Céu Azul.
| - Chácaras Anhanguera A, B e C; - Chácaras Ipanema - Chácaras Ipiranga A e B; - Cidade Jardins; - Cruzeiro do Sul; - Florais do Planalto; - Jardim Céu Azul: Primeira, Segunda e Terceira Etapa; - Jardim Ipanema; - Jardim Oriente; - Jardim dos Ipês; - Morada Nobre; - Pacaembu; - Parque Araruama; - Parque das Flores; - Parque das Cachoeiras; - Parque Esplanada I; - Parque Esplanada II; | - Parque Esplanada III; - Parque Esplanada IV; - Parque Esplanada V; - Parque Marajó; - Parque Rio Branco; - Parque Santa Rita de Cássia; - Parque São Bernardo; - Rio das Pedras; - Setor de Chácaras Lurdes Meireles; - Valparaíso I - Etapa A; - Valparaíso I - Etapa B; - Valparaíso I - Etapa C; - Valparaíso I - Etapa D; - Valparaíso I - Etapa E; - Valparaíso II; - Vila Guaíra; - Vila Isabel. |